# Ковалёв, Николай Дмитриевич
Никола́й Дми́триевич Ковалёв (6 августа 1949, Москва, РСФСР, СССР — 5 апреля 2019, Москва, Россия) — российский государственный и политический деятель. Директор Федеральной службы безопасности Российской Федерации (1996—1998), генерал армии (23 февраля 1998). Депутат Государственной Думы Федерального собрания Российской Федерации III, IV, V, VI и VII созывов (1999—2019).

## Биография
Родился 6 августа 1949 года в Москве.
В 1972 году — окончил Московский институт электронного машиностроения (МИЭМ). После учёбы работал в Конструкторском бюро полупроводникового машиностроения инженером.
С 1974 года — на службе в органах госбезопасности. Начинал с должности младшего оперуполномоченного Первомайского райотдела Управления КГБ СССР по Москве и Московской области.
С 1987 по 1989 годы находился в Афганистане, в составе ограниченного контингента советских войск, в качестве сотрудника КГБ, занимался контрразведкой, обеспечивал безопасную проводку колонн, вёл переговоры с моджахедами. Дважды принимал участие в боевых действиях.
С 1991 года — заместитель начальника Московского управления КГБ СССР.
С 1994 года — заместитель директора ФСК России.
20 июня 1996 года назначен исполняющим обязанности директора Федеральной службы безопасности Российской Федерации.
С 9 июля 1996 года по 25 июля 1998 года — директор ФСБ России.

«Никогда еще не было такого количества шпионов, арестованных нами с тех пор, как в годы Второй мировой войны [к нам] были направлены немецкие агенты».— Counterintelligence Cases
С 1998 года — заместитель генерального директора концерна «Научный центр».

### Депутат Государственной Думы

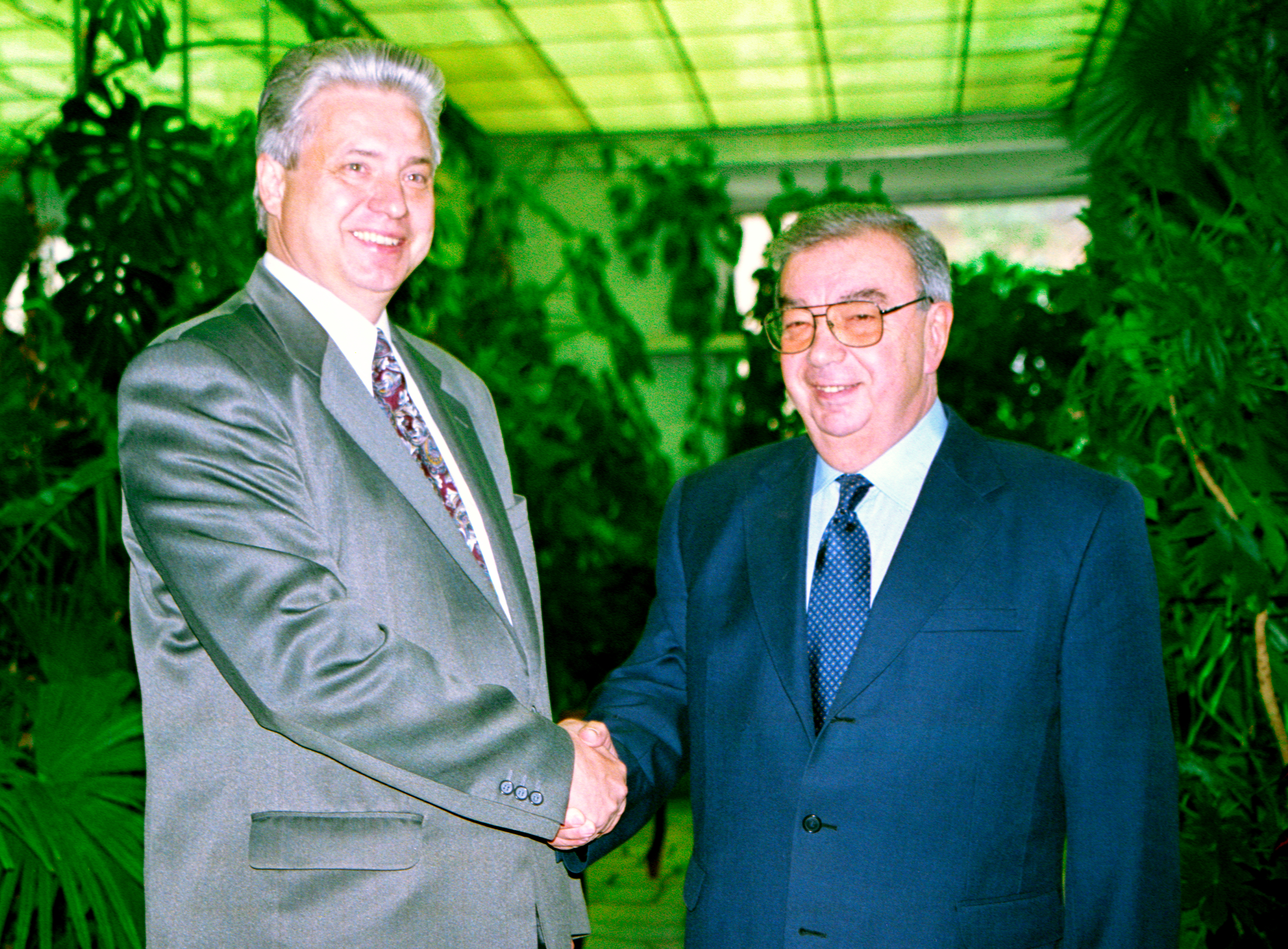
С Е. М. Примаковым, 1999 год

С 1999 года — депутат Государственной Думы от Орловской области, в Госдуме третьего созыва был заместителем председателя комитета по безопасности, председателем Комиссии по борьбе с коррупцией в Госдуме четвёртого созыва и пятого созывов (с 2004 года) возглавлял Комитет по делам ветеранов.
Член Комитета Государственной Думы по безопасности и противодействию коррупции, председатель Комиссии по контролю за достоверностью сведений о доходах, об имуществе и обязательствах имущественного характера, представляемых депутатами, руководитель делегации Государственной Думы в Парламентской Ассамблее ОБСЕ. Член фракции «Единая Россия».
Летом 2016 года был выдвинут партией «Единая Россия» на выборах в Государственную Думу седьмого созыва по Орловскому одномандатному округу № 145 (вся Орловская область). На выборах Ковалёв получил большинство голосов (46,52 %), опередив кандидата от КПРФ Василия Иконникова (20,21 %), и был избран депутатом Государственной Думы седьмого созыва.
Был председателем экспертного совета Общероссийской общественной организации «Офицеры России».
Николай Ковалёв скончался 5 апреля 2019 года на 70-м году жизни после продолжительной болезни. Похоронен с воинскими почестями 8 апреля на Федеральном военном мемориальном кладбище.
На личных воспоминаниях Ковалёва о войне в Афганистане, где ему приходилось вести переговоры с моджахедами, основан художественный фильм режиссера Павла Лунгина «Братство», вышедший в прокат в мае 2019 года. Сам Ковалёв стал прототипом главного героя фильма полковника КГБ Николая Дмитриевича, роль которого исполнил Кирилл Пирогов.

### Личная жизнь
Был женат дважды. От первого брака имел дочь, от второго — сына.

## Награды

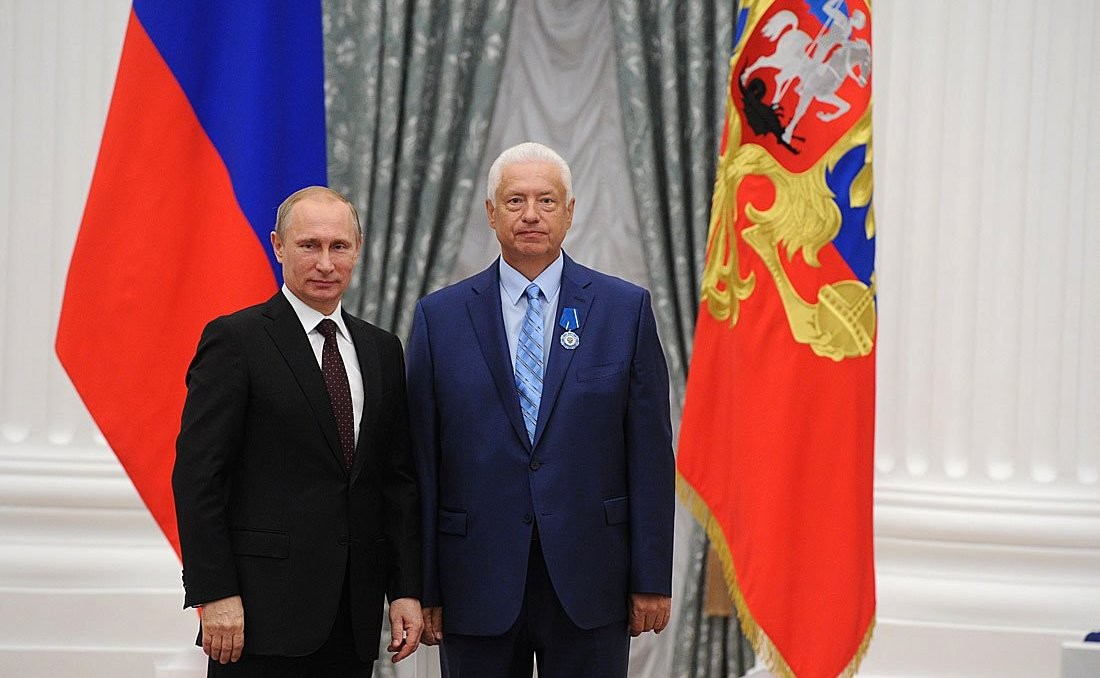
Награждение Орденом Почёта.
31 июля 2014 года

Могила Ковалёва Николая Дмитриевича на Федеральном военном мемориальном кладбище.

- орден «За заслуги перед Отечеством» III степени (20 апреля 2006 года) — за большой вклад в законотворческую деятельность и многолетнюю добросовестную работу[15]
- орден «За заслуги перед Отечеством» IV степени
- орден «За военные заслуги»
- орден Почёта (30 апреля 2014 года) — за достигнутые трудовые успехи, значительный вклад в социально-экономическое развитие Российской Федерации, заслуги в гуманитарной сфере, укреплении законности и правопорядка, многолетнюю добросовестную работу, активную законотворческую и общественную деятельность[16]
- орден Красной Звезды
- Юбилейная медаль «300 лет Российскому флоту»
- Медаль «В память 850-летия Москвы»
- Юбилейная медаль «60 лет Вооружённых Сил СССР»
- Юбилейная медаль «70 лет Вооружённых Сил СССР»
- 2 медали «За укрепление боевого содружества»
- медаль «За заслуги в увековечении памяти погибших защитников Отечества» (Минобороны России, 2008 год) — за большой личный вклад в увековечение памяти погибших защитников Отечества, установление имен погибших и судеб пропавших без вести военнослужащих, проявленные при этом высокие моральные и деловые качества, усердие и разумную инициативу, оказание содействия в решении задач по увековечению памяти погибших защитников Отечества[17]
- Медаль «За безупречную службу» (1-й 2-й и 3-й степени)
- Почётная грамота Президента Российской Федерации (9 января 2010 года) — за заслуги в законотворческой деятельности и развитии российского парламентаризма[18]
- Благодарность Правительства Российской Федерации (17 декабря 2014 года) — за заслуги в законотворческой деятельности и многолетний добросовестный труд[19]
- Почётная грамота Правительства Москвы (5 августа 2009 года) — за большой вклад в законотворческую деятельность, плодотворную работу по обеспечению государственной безопасности и в связи с 60-летием со дня рождения[20]
- Почётный гражданин Орловской области (4 августа 2014 года) — за многолетнюю плодотворную работу, получившую широкое общественное признание, значимый вклад в социально-экономическое развитие Орловской области[21]
- Иностранные награды
- Юбилейная медаль «МПА СНГ. 25 лет» (13 октября 2017 года) — за заслуги в деле развития и укрепления парламентаризма, за вклад в развитие и совершенствование правовых основ функционирования Содружества Независимых Государств, укрепление международных связей и межпарламентского сотрудничества[22]

## Воинские звания
- генерал-полковник (6 мая 1996)
- генерал армии (23 февраля 1998)

## Критика
17 ноября 1998 бывшие сотрудники Управления по разработке и пресечению деятельности преступных объединений ФСБ, включая начальника 7-го отдела УРПО подполковника Александра Гусака и сотрудников этого же отдела — подполковника Александра Литвиненко, майора Андрея Понькина и подполковника Михаила Трепашкина провели пресс-конференцию в здании «Интерфакс». В ходе этой пресс-конференции они заявили, что вышестоящее начальство приказало им убить Б. А. Березовского и что, по их словам, подобное безобразие началось в ФСБ с приходом Ковалёва, который оказывал давление на Литвиненко, убеждая его не давать показания Главной военной прокуратуре. Он также публично спекулировал на том, что к смерти Александра Литвиненко может быть причастен Борис Березовский.
В 2007 году, во время конфликта вокруг «Бронзового солдата» в Эстонии, где власти перенесли мемориал Второй мировой войны, в том числе двухметровую бронзовую скульптуру солдата в советской форме, Ковалёв возглавлял «миссию по установлению фактов». Перед отъездом из Москвы он попросил правительство Эстонии уйти в отставку. Двухдневный визит российской делегации, предпринятый для разрядки дипломатического спора из-за статуи «Бронзового солдата», только усилил взаимную вражду, а министр иностранных дел и другие правительственные чиновники Эстонии отказались встретиться с делегацией.